# Mario Crvenka
Mario Crvenka, (*26. september 1944, Martin pri Našicah, †26. april 2019, Novi Marof) je hrvaški duhovnik, frančiškan, teolog ter kemik, filozof in biolog. Je eden najbolj plodovitih hrvaških duhovnikov publicistov, je pesnik in naravoslovec. Je član hrvaške frančiškanske province sv. Cirila in Metoda, je dober poznavalec Svetega Pisma in član viteškega redu Svetega Groba.

## Življenjepis
Rojen leta 1944 v Martinu, pri Našicah. V Našicah je obiskoval osnovno šolo in gimnazijo. Na Reki in v Schazu (Avstrija) je študiral filozofijo in teologijo. Leta 1970 je bil posvečen v duhovnika. V Innsbrucku v Avstriji je študiral biologijo, kjer je doktoriral iz biokemijskih ved leta 1977. Pozneje je služboval v Nemčiji, kjer je bil docent na Oddelku za kemijo Vseučilišča v Koblenzu Landau. Napisal je številne knjige, ki jih je objavljal v hrvaških in tujih strokovnih publikacijah. Šest let (od 2008 do 2014) je služboval v frančiškanskem samostanu Sv. Trojstva v Slavonskem Brodu. Po odločitvi provinciala je bil premeščen v frančiškanski samostan v Varaždinu. V času službovanja v Slavonskem Brodu je dal številne intervjuje za radijske postaje. Bil je aktiven  v podružnici Matice hrvaške v Slavonskem Brodu ter v dejavnosti knjižnice.

## Dela
Piše tudi haiku pesmi in je tako uvrščen v antologijo hrvaškega haiku pesništva 1996-2007 »Nepokošeno nebo« urednice Đurđe Vukelić-Rožić. Piše knjige s področja naravoslovja in teologije, ter dvojezično (nemško in hrvaško) liriko. Življenjski vzor in navdih mu je blažena Edith Stein. Za njegove pesmi  je značilen poudarjen filozofski in duhovni diskurs ter otroštvo v rodni Slavoniji.

### Knjige
Napisal je knjige:
- Mali put k Bogu, (Mala pot k Bogu), 2017.
- Muževi u Bibliji, (Možje v Bibliji), Teovizija, 2017.
- Flora Požeške kotline i Slavonskog gorja (Flora Požeške kotline in Slavonskega gorstva) (avtor fotografij), 2016.
- Funkelnde Juwelen , 2015.
- Razgovor biljaka s Bogom, (Pogovor rastlin z Bogom),Teovizija, 2015.
- Žene u Bibliji (Audio knjiga) (Žene v Bibliji, zvočna knjiga v mp3 formatu),  Zaklada Čujem, vjerujem, vidim, 2015.
- Žene u Bibliji, (Žene v Bibliji), Teovizija, 2015.
- S Biblijom u ruci, (Z Biblijo v roki), Teovizija, 2015.
- Korak po korak - kroz dane Korizme i Uskrsa, (Korak po korak - skozi Postni čas in Božič), Karmelska izdanja, 2014.
- Minerali u Bibliji, (Minerali v Bibliji), Teovizija, 2014.
- Obuhvaćanje (Umfangen), pesniška zbirka, Matica hrvatska, 2013.
- Pet minuta s Ivanom evanđelistom, (Pet minut z Ivanom evangelistom), Teovizija, 2013.
- Biljke u Bibliji, (Rastline v Bibliji),Teovizija, 2013.
- Životinje u Bibliji, (Živali v Bibliji), Teovizija, 2013.
- Pet minuta s Lukom evanđelistom, (Pet minut z Lukom evangelistom), Teovizija, 2012.
- Devet dana s Edith Stein, (Devet dni z Edith Stein), Teovizija, 2012.
- Pet minuta s Markom evanđelistom, (Pet minut z Markom evangelistom), Teovizija, 2012.
- Marijine biljke, (Marijine rastline), Teovizija, 2011.
- Pet minuta s Matejem evanđelistom, (Pet minut z Matejem evangelistom), Teovizija, 2011.
- Križni put, (Križev pot), Teovizija, 2010.
- Prirodne znanosti i religija, (Prirodoslovne vede in religija), Kršćanska sadašnjost, 2010.
- Korak po korak: kroz korizmu do Uskrsa, (Korak po korak: skozi postni čas do Velike noči), Karitativni fond UPT Đakovo, 1999., 2009.
- Predah s Bogom, (Predah z Bogom), Svjetlo riječi, 2005.
- Hrvatske orhideje : slikovnica izabranih kaćuna, (Hrvaške orhideje: slikanica izbranih rastlin), 1999.
- Edith Stein : životopis s dokumentima i slikama, (Edith Stein, življenjepis z dokumenti in slikami),  1998.
- Erinnerungen = Sjećanja, (Spomini), 1997.
- Atlas otrovnog bilja, (Atlas strupenih rastlin), 1996.
- Liječenje biljem : (s "Likarušom" iz Guče Gore), (Zdravljenje z rastlinami),  1993.
- Korak po korak - kroz dane Došašća i Božića, (Korak po korak - skozi Advent in Božič), Karmelska izdanja, 1991., 2013.